# Ster van Bessèges 2011
De Ster van Bessèges 2011 (Frans: Étoile de Bessèges 2011) werd gehouden van 2 februari tot en met 6 februari in Frankrijk. Het was de 41e editie van deze etappekoers. Winnaar werd Anthony Ravard van AG2R-La Mondiale

## Startlijst
| Cofidis, Le Credit En Ligne | BigMat-Auber 93 | Roubaix-Lille Métropole |
| - 1. Samuel Dumoulin - 2. Arnaud Labbe - 3. Rémi Cusin - 4. — - 5. Julien Fouchard - 6. Adrien Petit - 7. Rein Taaramäe - 8. Nicolas Vogondy                                        | - 11. Arnaud Molmy - 12. Fabien Bacquet - 13. Maxime Méderel - 14. Sylvain Georges - 15. Mathieu Drujon - 16. Johan Mombaerts - 17. Dimitri Le Boulch - 18. Guillaume Faucon              | - 21. Anthony Colin - 22. Benoît Daeninck - 23. Loïc Desriac - 24. Denis Flahaut - 25. Julien Guay - 26. Morgan Kneisky - 27. Kevin Lalouette - 28. Steven Tronet                      |
| Skil-Shimano | Topsport Vlaanderen | Landbouwkrediet |
| - 31. — - 32. Yann Huguet - 33. Matthieu Sprick - 34. Thierry Hupond - 35. Alexandre Geniez - 36. Roy Curvers - 37. Bert De Backer - 38. Feng Han                                   | - 41. Sander Armée - 42. Johan Coenen - 43. Steven Van Vooren - 44. Sven Jodts - 45. Jarl Salomein - 46. Stijn Joseph - 47. Pieter Jacobs - 48. Dominique Cornu                           | - 51. Frédéric Amorison - 52. Bert Scheirlinckx - 53. Koen Barbé - 54. Bart Dockx - 55. Bobbie Traksel - 56. Aidis Kruopis - 57. Egidijus Juodvalkis - 58. Dirk Bellemakers            |
| FDJ | Team Katjoesja | Vacansoleil-DCM |
| - 61. Mickaël Delage - 62. Pierrick Fédrigo - 63. Jawhen Hoetarovitsj - 64. Jérémy Roy - 65. Cédric Pineau - 66. Gianni Meersman - 67. Benoît Vaugrenard - 68. Arthur Vichot        | - 71. Joeri Trofimov - 72. Vladimir Goesev - 73. Vladimir Isajtsjev - 74. Aleksandr Mironov - 75. Arkimedes Arguelyes - 76. Alexandru Pliușchin - 77. Aleksandr Porsev - 78. Pavel Broett | - 81. Borut Božič - 82. Stijn Devolder - 83. Frederik Veuchelen - 84. Gorik Gardeyn - 85. Johnny Hoogerland - 86. Björn Leukemans - 87. Marco Marcato - 88. Lieuwe Westra              |
| Bretagne – Schuller | AG2R-La Mondiale | Team Type 1 – Sanofi Aventis |
| - 91. Sylvain Calzati - 92. Guillaume Blot - 93. Stéphane Bonsergent - 94. Armindo Fonseca - 95. Sébastien Duret - 96. Renaud Dion - 97. Mathieu Halleguen - 98. Johan Le Bon       | - 101. Maxime Bouet - 102. Hubert Dupont - 103. Martin Elmiger - 104. Christophe Riblon - 105. Sébastien Minard - 106. Lloyd Mondory - 107. Romain Lemarchand - 108. Anthony Ravard       | - 111. Rubens Bertogliati - 112. Laszlo Bodrogi - 113. Daniele Callegarin - 114. Javier Mejías - 115. Aldo Ino Ilesic - 116. Valeriy Kobzarenko - 117. Jure Kocjan - 118. Kiel Reijnen |
| Team Europcar | An Post – Sean Kelly | Saur – Sojasun |
| - 121. Sébastien Chavanel - 122. Thomas Voeckler - 123. Christophe Kern - 124. Cyril Gautier - 125. Saïd Haddou - 126. Tony Hurel - 127. Alexandre Pichot - 128. Kévin Reza         | - 131. Pieter Ghyllebert - 132. Philip Lavery - 133. Darijus Dzervus - 134. Ronan McLaughlin - 135. Dries Hollanders - 136. Kenny Terweduwe - 137. Bjorn Brems - 138. Kess Heytens        | - 141. Jonathan Hivert - 142. Jérôme Coppel - 143. Arnaud Coyot - 144. Anthony Delaplace - 145. Jimmy Engoulvent - 146. Romain Matheou - 147. Cyril Lemoine - 148. Stéphane Poulhiès   |
| Verandas Willems | Vélo-Club La Pomme Marseille | |
| - 151. Stefan van Dijk - 152. Staf Scheirlinckx - 153. James Vanlandschoot - 154. Arnoud van Groen - 155. Steven Caethoven - 156. Bram Schmitz - 157. Rob Goris - 158. Wim De Vocht | - 161. Julien Antomarchi - 162. Daniel Diaz - 163. Mathieu Delaroziere - 164. Evaldas Šiškevičius - 165. Benjamin Giraud - 166. Yohan Cauquil - 167. Toms Skujiņš - 168. Justin Jules     | |

## Etappe-overzicht
| Etappe | Datum      | Start                 | Finish           | Afstand | Type       | Winnaar             | Klassementsleider   |
| ------ | ---------- | --------------------- | ---------------- | ------- | ---------- | ------------------- | ------------------- |
| 1e     | 2 februari | Beaucaire             | Bellegarde       | 153 km  | Vlakke rit | Jawhen Hoetarovitsj | Jawhen Hoetarovitsj |
| 2e     | 3 februari | Nîmes                 | Saint-Ambroix    | 149 km  | Vlakke rit | Lloyd Mondory       | Anthony Ravard      |
| 3e     | 4 februari | Saint-Victor-la-Coste | Laudun-l'Ardoise | 152 km  | Heuvelrit  | Samuel Dumoulin     | Johnny Hoogerland   |
| 4e     | 5 februari | Alès                  | Alès             | 152 km  | Vlakke rit | Stéphane Poulhiès   | Anthony Ravard      |
| 5e     | 6 februari | Gagnières             | Bessèges         | 145 km  | Vlakke rit | Saïd Haddou         | Anthony Ravard      |

## Etappe-uitslagen

### 1e etappe
| Beaucaire – Bellegarde (153 km) |                     |                         |          |
| Plaats                          | Naam                | Ploeg                   | tijd     |
| Winnaar                         | Jawhen Hoetarovitsj | Française des Jeux      | 3u32'23" |
| 2                               | Anthony Ravard      | AG2R-La Mondiale        | z.t.     |
| 3                               | Björn Leukemans     | Vacansoleil-DCM         | z.t.     |
| 4                               | Cédric Pineau       | Française des Jeux      | z.t.     |
| 5                               | Saïd Haddou         | Team Europcar           | z.t.     |
| 6                               | Evaldas Šiškevičius | Vélo-Club LP Marseille  | z.t.     |
| 7                               | Stefan van Dijk     | Verandas Willems-Accent | z.t.     |
| 8                               | Cyril Lemoine       | Saur-Sojasun            | z.t.     |
| 9                               | Stéphane Poulhiès   | Saur-Sojasun            | z.t      |
| 10                              | Jarl Salomein       | Topsport Vlaanderen-M.  | z.t.     |

### 2e etappe
| Nîmes – Saint-Ambroix (149 km) |                   |                        |          |
| Plaats                         | Naam              | Ploeg                  | tijd     |
| Winnaar                        | Lloyd Mondory     | AG2R-La Mondiale       | 4u03'38" |
| 2                              | Anthony Ravard    | AG2R-La Mondiale       | z.t.     |
| 3                              | Aldo Ino Ilešič   | Team Type 1            | z.t.     |
| 4                              | Stéphane Poulhiès | Saur-Sojasun           | z.t.     |
| 5                              | Marco Marcato     | Vacansoleil-DCM        | z.t.     |
| 6                              | Benjamin Giraud   | Vélo-Club LP Marseille | z.t.     |
| 7                              | Bert De Backer    | Skil-Shimano           | z.t.     |
| 8                              | Björn Leukemans   | Vacansoleil-DCM        | z.t.     |
| 9                              | Jure Kocjan       | Team Type 1            | z.t.     |
| 10                             | Bobbie Traksel    | Landbouwkrediet        | z.t.     |

### 3e etappe
| Saint-Victor-la-Coste – Laudun-l'Ardoise (152 km) |                   |                         |          |
| Plaats                                            | Naam              | Ploeg                   | tijd     |
| Winnaar                                           | Samuel Dumoulin   | Cofidis                 | 3u27'20" |
| 2                                                 | Johnny Hoogerland | Vacansoleil-DCM         | z.t.     |
| 3                                                 | Marco Marcato     | Vacansoleil-DCM         | z.t.     |
| 4                                                 | Cyril Gautier     | Team Europcar           | z.t.     |
| 5                                                 | Steven Tronet     | Roubaix-Lille Métropole | z.t.     |
| 6                                                 | Pierrick Fédrigo  | FDJ                     | z.t.     |
| 7                                                 | Anthony Ravard    | AG2R-La Mondiale        | z.t.     |
| 8                                                 | Maxime Bouet      | AG2R-La Mondiale        | z.t.     |
| 9                                                 | Jérôme Coppel     | Saur-Sojasun            | z.t.     |
| 10                                                | Arthur Vichot     | FDJ                     | z.t.     |
|                                                   |                   |                         |          |
| 19                                                | Pieter Jacobs     | Topsport Vlaanderen-M.  | + 0'15"  |

### 4e etappe
| Alès – Alès (152 km) |                     |                         |          |
| Plaats               | Naam                | Ploeg                   | tijd     |
| Winnaar              | Stéphane Poulhiès   | Saur Sojasun            | 3u36'41" |
| 2                    | Marco Marcato       | Vacansoleil-DCM         | z.t.     |
| 3                    | Justin Jules        | Vélo-Club LP Marseille  | z.t.     |
| 4                    | Jawhen Hoetarovitsj | FDJ                     | z.t.     |
| 5                    | Benjamin Giraud     | Vélo-Club LP Marseille  | z.t.     |
| 6                    | Samuel Dumoulin     | Cofidis                 | z.t.     |
| 7                    | Björn Leukemans     | Vacansoleil-DCM         | z.t.     |
| 8                    | Fabien Bacquet      | BigMat-Auber 93         | z.t.     |
| 9                    | Jure Kocjan         | Team Type 1             | z.t.     |
| 10                   | James Vanlandschoot | Verandas Willems-Accent | z.t.     |
|                      |                     |                         |          |
| 11                   | Roy Curvers         | Skil-Shimano            | z.t.     |

### 5e etappe
| Gagnières – Bessèges (145 km) |                   |                         |          |
| Plaats                        | Naam              | Ploeg                   | tijd     |
| Winnaar                       | Saïd Haddou       | Team Europcar           | 3u06'46" |
| 2                             | Sven Jodts        | Topsport Vlaanderen-M.  | z.t.     |
| 3                             | Anthony Ravard    | AG2R-La Mondiale        | z.t.     |
| 4                             | Marco Marcato     | Vacansoleil-DCM         | z.t.     |
| 5                             | Samuel Dumoulin   | Cofidis                 | z.t.     |
| 6                             | Stéphane Poulhiès | Saur-Sojasun            | z.t.     |
| 7                             | Fabien Bacquet    | Big Mat-Auber 93        | z.t.     |
| 8                             | Aldo Ino Ilešič   | Team Type 1             | z.t.     |
| 9                             | Steven Tronet     | Roubaix-Lille Métropole | z.t.     |
| 10                            | Aleksandr Porsev  | Katjoesja               | z.t.     |
|                               |                   |                         |          |
| 19                            | Roy Curvers       | Skil-Shimano            | z.t.     |

## Eindklassementen
| Plaats      | Naam              | Ploeg                   | tijd      |
| ----------- | ----------------- | ----------------------- | --------- |
| Oranje trui | Anthony Ravard    | AG2R-La Mondiale        | 17u46'10" |
| 2           | Marco Marcato     | Vacansoleil-DCM         | + 0'07"   |
| 3           | Johnny Hoogerland | Vacansoleil-DCM         | z.t.      |
| 4           | Pierrick Fédrigo  | FDJ                     | + 0'15"   |
| 5           | Jérôme Coppel     | Saur-Sojasun            | + 0'19"   |
| 6           | Cyril Gautier     | Team Europcar           | + 0'20"   |
| 7           | Steven Tronet     | Roubaix-Lille Métropole | z.t.      |
| 8           | Maxime Bouet      | AG2R-La Mondiale        | z.t.      |
| 9           | Arthur Vichot     | FDJ                     | z.t.      |
| 10          | Vladimir Goesev   | Katjoesja               | + 0'23"   |
|             |                   |                         |           |
| 12          | Björn Leukemans   | Vacansoleil-DCM         | + 0'28"   |

| Plaats      | Naam              | Ploeg            | Punten |
| ----------- | ----------------- | ---------------- | ------ |
| Groene trui | Anthony Ravard    | AG2R-La Mondiale | 73     |
| 2           | Marco Marcato     | Vacansoleil-DCM  | 68     |
| 3           | Stéphane Poulhiès | Saur-Sojasun     | 56     |

| Plaats     | Naam              | Ploeg                  | Tijd      |
| ---------- | ----------------- | ---------------------- | --------- |
| Witte trui | Arthur Vichot     | FDJ                    | 17u46'30" |
| 2          | Jarl Salomein     | Topsport Vlaanderen-M. | + 0'15"   |
| 3          | Anthony Delaplace | Saur-Sojasun           | z.t.      |

| Plaats | Ploeg            | Tijd      |
| ------ | ---------------- | --------- |
|        | Vacansoleil-DCM  | 53u19'45" |
| 2      | AG2R-La Mondiale | z.t.      |
| 3      | FDJ              | z.t.      |

1971 · 1972 · 1973 · 1974 · 1975 · 1976 · 1977 · 1978 · 1979 · 1980 · 1981 · 1982 · 1983 · 1984 · 1985 · 1986 · 1987 · 1988 · 1989 · 1990 · 1991 · 1992 · 1993 · 1994 · 1995 · 1996 · 1997 · 1998 · 1999 · 2000 · 2001 · 2002 · 2003 · 2004 · 2005 · 2006 · 2007 · 2008 · 2009 · 2010 · 2011 · 2012 · 2013 · 2014 · 2015 · 2016 · 2017 · 2018 · 2019 · 2020 · 2021 · 2022 · 2023 · 2024 · 2025